# Samuel G. Andrews

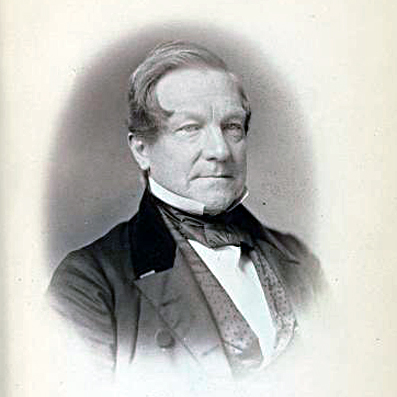
Samuel G. Andrews (1859)

Samuel George Andrews (* 16. Oktober 1796 in Derby, Connecticut; † 11. Juni 1863 in Rochester, New York) war ein US-amerikanischer Politiker. Zwischen 1857 und 1859 vertrat er den Bundesstaat New York im US-Repräsentantenhaus.

## Werdegang
Samuel Andrews besuchte die öffentlichen Schulen seiner Heimat und eine klassische Schule in Chester. Im Jahr 1815 zog er mit seinen Eltern nach Rochester im Staat New York, wo er im Handel arbeitete. Später bekleidete er verschiedene Ämter auf lokaler und staatlicher Ebene. So war er in den Jahren 1831 und 1832 als Clerk bei der Verwaltung der New York State Assembly angestellt. Von 1834 bis 1837 arbeitete er für die Verwaltung des Monroe County. Im Jahr 1838 saß er im Stadtrat von Rochester; zwischen 1840 und 1841 war er Sekretär beim Senat von New York. Außerdem war er zwei Jahre lang bei der Verwaltung des Court of Errors tätig. Zwischen 1842 und 1845 bekleidete er das Amt des Posthalters in Rochester; in den Jahren 1846 und 1850 fungierte er als Bürgermeister dieser Stadt. In den 1850er Jahren wurde er Mitglied der damals gegründeten Republikanischen Partei.
Bei den Kongresswahlen des Jahres 1856 wurde Andrews im 29. Wahlbezirk von New York in das US-Repräsentantenhaus in Washington, D.C. gewählt, wo er am 4. März 1857 die Nachfolge von John Williams antrat. Bis zum 3. März 1859 konnte er  eine Legislaturperiode im Kongress absolvieren. Diese war von den Ereignissen im Vorfeld des Bürgerkrieges geprägt.
Nach dem Ende seiner Zeit im US-Repräsentantenhaus arbeitete Samuel Andrews im Mühlengeschäft. Er starb am 11. Juni 1863 in Rochester, wo er auch beigesetzt wurde.